# Drakula halála
A Drakula halála Lajthay Károly filmrendező némafilmje Paul Askonas főszereplésével. A filmművészet első Drakula-feldolgozása, amelynek fennmaradt példányai a második világháború során vesztek el.
A film történetével kapcsolatosan még a korban, műfajban megszokott mértéken felül is sok a bizonytalanság. 1920-ban vagy 1921-ben forgatták Budapesten vagy Bécsben. Bár néhány forrás szerint ez a film Bram Stoker 1897-ben megjelent Drakula című regényének első filmes adaptációja volt, ez a fennmaradt tartalmi ismertetések alapján nem helytálló. A forgatókönyvet inkább Bram Stoker motívumainak felhasználásával írta meg a rendező, Lajthay Károly, egyes források szerint Kertész Mihállyal közösen. Más források vitatják Kertész részvételét a forgatókönyv illetve a film létrehozásában.

## Bemutatók
Számos forrás állítja, hogy a filmet először Ausztriában mutatták be 1921 februárjában vagy augusztusában, de a bécsi premiernek nincs nyoma. Németországban állítólag a következő évben, 1922 márciusában mutatták be először, de itt sem állapítható meg sem a pontos dátuma, sem a film német címe. A Drakula halálának első dokumentálható bemutatójára 1923-ban került sor Magyarországon. 1923. március 21-én az esztergomi Városi Színház Mozgóban, 1923. április 14-én Budapesten a Tivoli Moziban volt látható.
Az az adat, amely szerint a női főszerepet Lene Myl néven Milena Pavlović szerb színésznő illetve Lux Margit játszotta, mégis azt valószínűsíti, hogy a filmnek legalább két változata készült, és ez alapján valószínűbb, hogy az első változatot Ausztriában és Németországban is bemutatták, vagy legalábbis szándékoztak bemutatni az első hazai vetítéseket megelőzően.
Lehetséges, hogy a sikertelen külföldi forgalmazási próbálkozások után készültek új felvételek és azok felhasználásával új verzió Budapesten. (Mivel a felvételek elvesztek, így az sem zárható ki teljesen, hogy a korábbi változat Bram Stoker regényének a feldolgozása volt.)

## Szereplők
- Drakula – Paul Askonas
- Mary Land – Lux Margit
- George – Kertész Dezső
- A főorvos – Thury Elemér
- Egy álorvos – Réthey Lajos
- A segédje – Ihász Aladár
- A tréfás bolond – Karl Götz

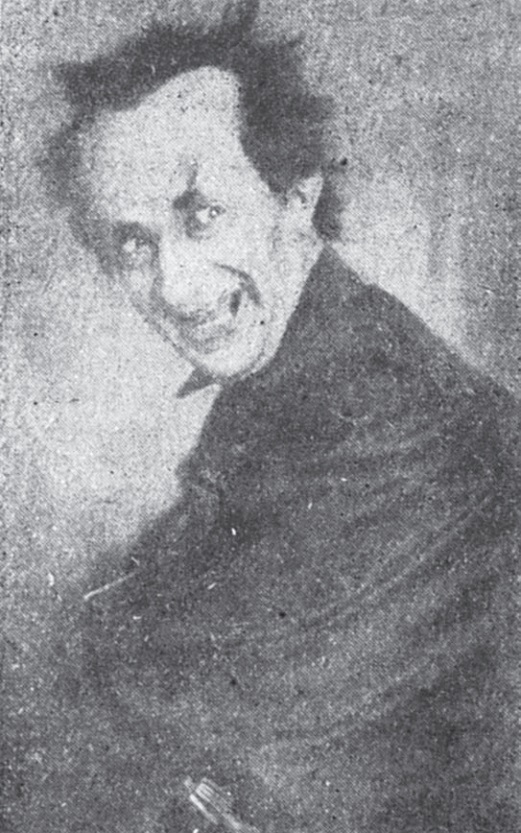
Drakula szerepében Paul Askonas

További szereplők: Szalkai Lajos, Hatvani Károly, Perczel Oszkár, Timár Béla, Kende Paula, Lene Myl, Magda Sonja, Anna Marie Hegener és James Ard.

## A történet
A tizenhat éves Mary rendszeresen látogatja apját a városi elmegyógyintézetben, aki felesége, Mary édesanyja halála miatt omlott össze évekkel azelőtt és állapota azóta se javul. Mary varrónőként tartja fenn magát és teremti elő apja kezelésének díját. Karácsonykor azonban értesítést kap az igazgató főorvostól, hogy apja haldoklik. Vőlegénye, George szánnal viszi be a lányt a városba. Még éppen időben érkezett, apja nem sokkal érkezése után hal meg.
Az intézetben találkozik egy zavart férfival, aki azt állítja magáról, hogy ő Drakula és ezért halhatatlan. Mary régi, árvaházi zenetanárát ismeri fel benne. Két másik ápolt, akiknek az a rögeszméjük hogy orvosok, eltökélt szándéka, hogy kihasználva a valódi személyzet rövid távollétét és figyelmetlenségét Mary szemét megoperálják. Már a műtőasztalon fekszik megkötözve, amikor szerencsére Tillner doktor az ápolók segítségével megmenti. Az ijedségtől kimerült, félájult lányt apja orvosa rábeszéli, hogy töltse ott az éjszakát. Azonban az átélt izgalmak hatására szörnyű rémálmot él át. Drakula erőszakkal a kastélyába viszi és menyasszonyi ruhába öltözteti. Feleségül akarja venni. Sikerül megszöknie. Falusiak találnak rá a félig megfagyott lányra és saját házukban ápolják. Drakula azonban rájuk talál, de az orvos jelenléte egyelőre megakadályozza a terveit. Azonban az orvost egy lefizetett fuvaros segítségével elcsalja Mary mellől. A lány véletlenül leveri a petróleumlámpát aminek nyomán tűzvész keletkezik, de következmények nélkül, ugyanis a lány felébred és kiderül, hogy mindezt csupán rossz álom volt.
A kertben eközben a Tréfás néven emlegetett elmebeteg valahogy egy töltött revolverre tett szert és azzal ijesztgeti a többi ápoltat. Az őrült Drakula elérkezettnek látja az időt hogy bebizonyítsa halhatatlanságát és ráparancsol a bolondra hogy lőjön rá, aki meg is teszi, és szíven lövi Drakulát, aki azonnal életét veszti, éppen amikor az aggódó George megérkezik menyasszonyáért.

## Forgatási helyszínek
- Corvin Filmgyár (Budapest) műtermei
- Bécs környéke: Wachau, Steinhof és Melk
- Berlin[9]

## Érdekességek
- Pánczél Lajos Lugosi Béla barátja volt.
- Tuchten Jenő filmkereskedelmi vállalata tréfás nekrológ formában reklámozta a bemutatót majd az előadásokat.
- Lajthay 1944-ben bemutatott Sárga kaszinó című filmje is elmegyógyintézetben játszódik.
- A filmet Lakatos Róbert vezetésével a kolozsvári Sapientia celluloid filmes műhelyének résztvevői 2019-ben korhűségre törekedve újra forgatják.[10]

## Források

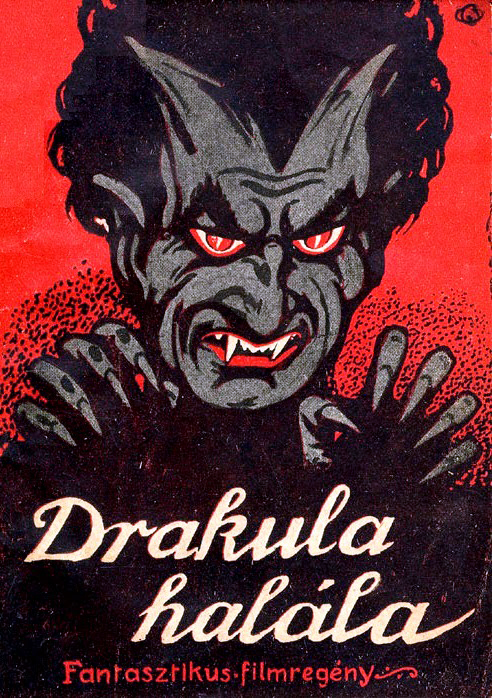
Pánczél Lajos filmregényének borítója (nem filmplakát)